# 로버트 레코드

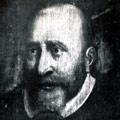
로버트 레코드

로버트 레코드(Robert Recorde, 1512년경 ~ 1558년)는 영국의 교재 집필가·수학자·의사이다. 등호(=) 기호를 창안했고, 더하기표(+) 보급에 힘썼다. 저서에 산술서 《제예(諸藝)의 기초》가 있다.

## 개요
웨일스 펨브로크셔 텐비에서 태어났다. 옥스퍼드 대학교와 케임브리지 대학교에서 교육을 받고, 옥스퍼드 대학교에서 수학을 가르쳤다. 뒤에 궁정에 초빙되어 에드워드 6세와 메리 1세의 시의(侍醫)가 되었다. 영국에서 최초로 코페르니쿠스의 지동설을 이해하고 주장한 사람이라고 한다. 감옥에서 죽었는데, 투옥 이유는 알려지지 않았다.

## 업적

### 등호(=)의 창안
레코드가 1557년에 펴낸《기지(機智)의 숫돌》(영어: 
The Whetstone of Witte, whiche is the seconde parte of Arithmeteke: containing the extraction of rootes; the cossike practise, with the rule of equation; and the workes of Surde Nombers, 1557)은 영국 최초의 대수서(代數書)로서, 이 책에서는 오늘날 많이 쓰이는 등호 기호(=)가 처음으로 사용되었다. 레코드는 길이가 같은 두 평행한 선분을 보며 '어떠한 두 개도 이것보다 더 같을 수는 없다'라고 생각했다고 한다. 다만 당시 레코드가 사용한 등호는 현재의 등호보다 옆으로 더 길었었다.

### 기타
그의 산술서(算術書) 《제예(諸藝)의 기초》(영어: The Grounde of Artes, teachings the Worke and Practise, of Arithmeticke, both in whole numbers and fractions , 1540)는 당시 유럽의 수준을 능가하는 것으로서 기호를 사용하였고, 또 교사와 학생의 대화형식으로 썼다.
그 밖에 기하학서인 《지혜로의 길》(영어: The Pathway to Knowledge, containing the First Principles of Geometry, as they may most aptly bee applied unto practise ... bothe for the use of Instrumentes Geometricall and Astronomicall, and also for Projection of Plattes  in everye kinde, etc., 1551)이 있다.

## 같이 보기
- 등식
- 방정식